# Communion
Pour les articles homonymes, voir Communion (homonymie).
Cet article concerne la communion dans le christianisme en général. Pour la communion dans le protestantisme, voir Sainte-Cène. Pour la communion dans le catholicisme, voir Eucharistie.
 (novembre 2020).
Dans le christianisme, la communion est un rite qui commémore, au cours d'un office religieux, la Cène, c'est-à-dire le dernier repas du Christ pris avec ses disciples, la veille au soir avant sa crucifixion. Le fidèle reçoit une hostie de la part du prêtre (chez les catholiques), du pain et du vin (chez les orthodoxes) ou un morceau de pain et une coupe de jus de raisin ou de vin (chez les protestants).  
L'office pendant lequel a lieu cette célébration se nomme messe chez les catholiques et les anglicans, voire chez certains luthériens, Divine Liturgie chez les orthodoxes et culte chez la grande majorité des protestants.
Le caractère mémoriel de l'Eucharistie (« Faites cela en mémoire de moi », 1 Co 11:24) est consensuel dans le christianisme. Les Églises divergent en revanche sur la modalité de la présence du Christ lors de la communion. Les catholiques et les orthodoxes croient en la transsubstantiation et en la présence réelle (matérielle et physique) de Jésus-Christ, les luthériens en la consubstantiation, les réformés en la présence spirituelle, tandis que d'autres protestants, notamment les évangéliques, tiennent la communion pour un acte purement symbolique destiné à renforcer la foi des participants.

## Origine

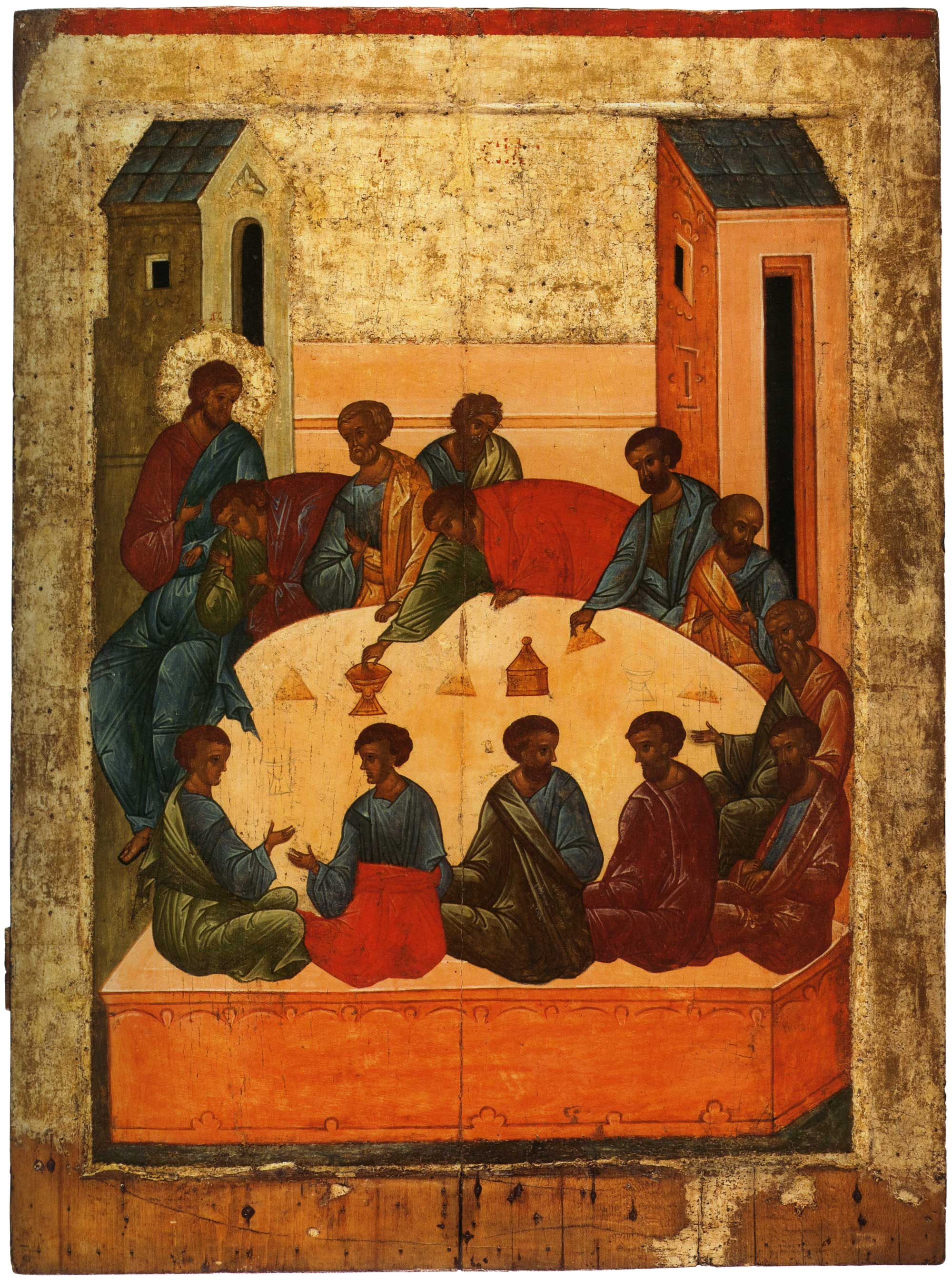
La Cène, iconostase du monastère de Kirillo-Belozersky, XVe siècle.

La Cène est relatée dans les évangiles (du grec evangelios, qui signifie « bonne nouvelle » en grec ancien), par chacun des quatre évangiles canoniques : Marc, Matthieu, Luc et Jean.
Dans l’Évangile selon Jean, au début du chapitre 13, le repas pascal est décrit. Cependant, le partage du pain et l’échange de la coupe n'y est pas mentionné. Le repas est accompagné par le lavement des pieds (Jn 13:2-18).

## Façons de recevoir la communion

### Sous les deux espèces
En Orient, la communion sous les deux espèces a toujours eu lieu (on parle « d’espèces eucharistiques » pour désigner le pain et le vin, en utilisant une catégorie philosophique médiévale). Cette communion au sang du Christ a disparu peu à peu en Occident à partir du XIIe siècle et fut finalement interdite par le concile de Constance en 1415, en réaction contre le mouvement hussite qui la pratiquait et la revendiquait énergiquement.
Par la suite, les protestants ayant adopté la communion au pain et au vin, elle ne fut plus pratiquée dans l’Église catholique et la question n'y fut plus discutée jusqu’au concile Vatican II. Ce concile l’encourage dans certains cas (cf. Sacrosanctum Concilium no 55). Il n'existe plus de restriction dogmatique contre la communion sous les deux espèces. Les raisons d'une communion sous la seule espèce du pain sont essentiellement d’ordre pratique : la distribution sous les deux espèces nécessite un plus grand nombre d’auxiliaires.
Du point de vue catholique officiel, les choses à observer et à éviter concernant l'Eucharistie ont été récapitulées dans l'instruction Redemptionis Sacramentum (19 mars 2004). Les conférences épiscopales et les évêques de chaque Église particulière ont une grande latitude dans l'application de ces règles.
Dans le catholicisme, pour distribuer la communion sous les deux espèces, le prêtre peut donner l'hostie consacrée, soit en faisant boire le fidèle directement au calice, soit en trempant l’hostie dans le calice et en la donnant au fidèle. Ce deuxième geste est désigné sous le nom d'intinction. L'usage courant pour la communion par intinction est que le fidèle trempe lui-même l'hostie. L'instruction Redemptionis Sacramentum rejette cette manière de faire (§ 104). Un troisième geste est possible mais non pratiqué en Occident, la communion à l'aide d'un « chalumeau » eucharistique (petit tuyau en métal faisant office de paille, parfois en or ou argent) ou d'une cuiller.

### Sous une seule espèce

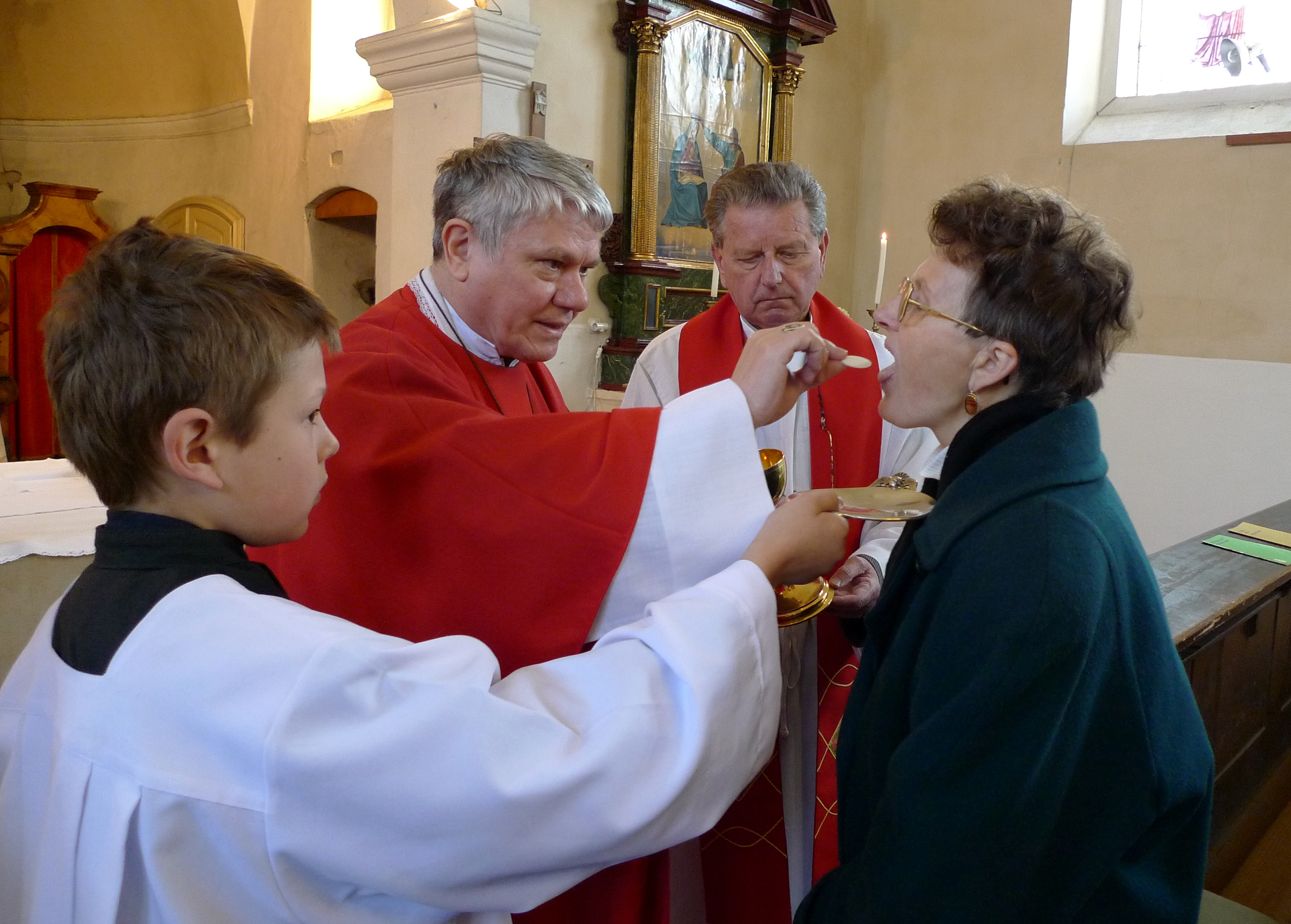
Communion à l'église de Přerov nad Labem en République tchèque.

L'usage ancien est certainement celui d'une distribution de pain consacré, distribution faite par le prêtre ou le diacre, à l'image d'un repas. Les bribes d'informations rassemblées vont dans ce sens jusqu'au troisième siècle.
À partir de la paix de l'Église (313), la liturgie devient plus publique et regroupe des assemblées plus larges.
Un texte à propos de la communion est celui de Cyrille de Jérusalem (315-386) dans sa dernière Catéchèse mystagogique. L'hostie consacrée était saisie directement par la bouche dans la main droite où elle avait été déposée.

« Lorsque tu t'avances, ne t'approche pas les mains grandes ouvertes, ni les doigts écartés ; mais avec ta main gauche, fais un trône pour la droite qui va recevoir le Roi. Reçois le corps du Christ dans le creux de ta main et réponds « amen ».
Avec soin, sanctifie alors les yeux par le contact du corps sacré. Prends-le, veille à n'en rien perdre. En effet si tu en perdais une parcelle, ce serait comme si tu perdais l'un de tes membres ! Dis-moi, si on te donnait des paillettes d'or, est-ce que tu ne les garderais pas avec le plus grand soin, en veillant bien à ne pas en perdre, pour ne pas subir de dommage ! Ne dois-tu pas être plus attentif encore à ce qui est bien plus précieux que l'or et les pierres précieuses pour ne pas en laisser tomber une miette ? »

— Cyrille de Jérusalem, Cinquième Catéchèse mystagogique
La réception de l’hostie dans les mains des communiants cesse par crainte qu’ils en fassent un usage sacrilège, et aussi par sentiment de respect croissant. La suppression de la communion dans la main se situerait dès le ve ou le VIe siècle. Après 800, sa réception dans la main n'est plus attestée que comme un privilège du clergé. Le concile de 878 affirme qu’« à aucun laïc ou femme on ne mettra l’eucharistie dans les mains, mais seulement dans la bouche ».
Le 10 juillet 1969, malgré une consultation de tous les évêques de l'Eglise latine, qui votent contre cette autorisation (567 placet vs. 1233 non placet), Paul VI autorise le "nouveau rite" de réception de la communion dans la main (tout en rappelant le maintien en vigueur de l'"usage traditionnel" de réception sur la langue),.
Dans le magistère catholique romain récent, on peut citer Redemptionis Sacramentum (2004), « tout fidèle a toujours le droit de recevoir, selon son choix, la sainte communion dans la bouche. Si un communiant désire recevoir le Sacrement dans la main, dans les régions où la Conférence des Évêques le permet, avec la confirmation du Siège apostolique, on peut lui donner la sainte hostie ».

## Débats théologiques
Si le sacrement de l'Eucharistie est mutuellement reconnu entre catholiques et orthodoxes, il demeure une question difficile dans le christianisme occidental, en raison de divisions théologiques profondes.
Lors des premiers siècles du christianisme, les Pères de l'Église demeuraient divisés sur la nature de l'Eucharistie. Certains, comme Ambroise de Milan, soutenaient sa dimension symbolique[réf. souhaitée]. Certains considéraient que l'Eucharistie impliquait la transformation de l'essence des offrandes (mais pas de leur apparence), ceux-ci se divisant entre tenants d'une forme ou d'une autre de double essence (par exemple Faute de Riez dans son homélie sur le corps et le sang du Christ) ou tenants d'une complète transformation de l'essence des offrandes (Cyrille de Jérusalem, Athanase). La position d'Augustin d'Hippone est la présence réelle mystique, ou spirituelle, car, écrit-il, « le Christ est au ciel mais se rend présent spirituellement »[réf. nécessaire]. Cette dernière interprétation sera reprise ultérieurement par Calvin. Ces différentes positions se rapprochaient néanmoins dans leur vision de l'Eucharistie comme un « mystère ».
Si encore aujourd'hui, les théologiens des Églises orientales se rapprochent de celle d'Athanase, dans les Églises d'Occident, les positions se radicalisèrent et devinrent irréconciliables lors des différentes Réformes (Réforme protestante, Réforme radicale, réformes magistériales[réf. souhaitée], Contre-Réforme catholique romaine) : d'une part l’Église catholique a souhaité faire adhérer l'ensemble des chrétiens à l'interprétation d'une complète transformation de l'essence des offrandes (transsubtantiation), interprétation qui s'était graduellement généralisée au bas Moyen Âge et qui fut confirmée par le concile de Trente, et d'autre part les protestants allaient produire plusieurs écoles qui allaient s'opposer très vivement entre elles. Pour autant il s'agit dès l'origine de débats sur les modalités de l'efficacité du sacrement et non d'une remise en cause de sa nécessité ou de son importance.
Ces divers mouvements théologiques et leurs différences aboutirent à des scissions au sein du christianisme occidental, et notamment à l'anathème dirigé contre les luthériens (voir notamment Décret sur la Justification du Concile de Trente, chap. 16, § 60) par l'Église romaine. Si des mouvements de rapprochement ont été menés par de nombreux chrétiens depuis le XIXe siècle pour revenir vers des positions théologiques unies (évangile), notamment dans des travaux de traduction bibliques tels que Traduction œcuménique de la Bible, les différences théologiques demeurent aujourd'hui encore sur la nature de l'Eucharistie.

## Catholicisme
La « communion » désigne la commémoration et le renouvellement du repas (Cène, ou banquet) que Jésus a partagé avec ses disciples à Pâques, et est pour l'Église catholique la réception du Christ lui-même. Pour l'Église catholique, c'est au cours du repas célébré le Jeudi saint que Jésus a institué le sacrement de l'Eucharistie, qui commémore et renouvelle sa mort et sa Résurrection et qui présage du banquet céleste.
Dans le déroulement de la messe catholique, la communion se situe à la fin de la 3e partie (la liturgie eucharistique). Elle correspond au moment où le ministre de l'eucharistie donne au fidèle une hostie consacrée (avec éventuellement, selon les habitudes, le vin consacré).

### Le banquet pascal
Selon le Catéchisme de l'Église catholique (cf. nos  1382 à 1401), le « banquet pascal » est une expression que l'on peut employer au sujet de la communion. 

### Durant le Triduum pascal
Les hosties consacrées le Jeudi saint (premier jour du Triduum pascal) au cours de la messe sont placées, ou réservées, au reposoir pour être utilisées le lendemain à l'office de la Passion. Au soir du Jeudi saint, le tabernacle est vidé et laissé ouvert, et la veilleuse rouge est éteinte. Les fidèles qui le désirent vont au reposoir pour un temps d’adoration qui peut aller d’une heure à une partie de la nuit. Entre le moment de la mort de Jésus sur la croix et sa Résurrection, fêtée le Samedi saint au soir et le dimanche de Pâques, la messe n'est pas célébrée avec la communion. Toutes les hosties utilisées pour Pâques doivent avoir été consacrées auparavant le Jeudi saint et placées ensuite dans le reposoir, avec éventuellement certaines d’entre-elles déposées sur l’autel dans un calice recouvert d’une patène mise à l’envers ou d'un voile de calice. À la fin de l'office du Jeudi saint, tous les autels, sauf celui qui est utilisé comme autel de repos, sont dépouillés. Le Saint-Sacrement reste dans ce lieu temporaire jusqu'à la partie de la communion de la messe des Présanctifiés (service liturgique du Vendredi saint).

## Protestantisme
Dans les cultes protestants, où le plus important est la liturgie de la parole, la Cène se situe à la fin de l'office. La célébration du culte ne comprend pas systématiquement la célébration de la Cène.

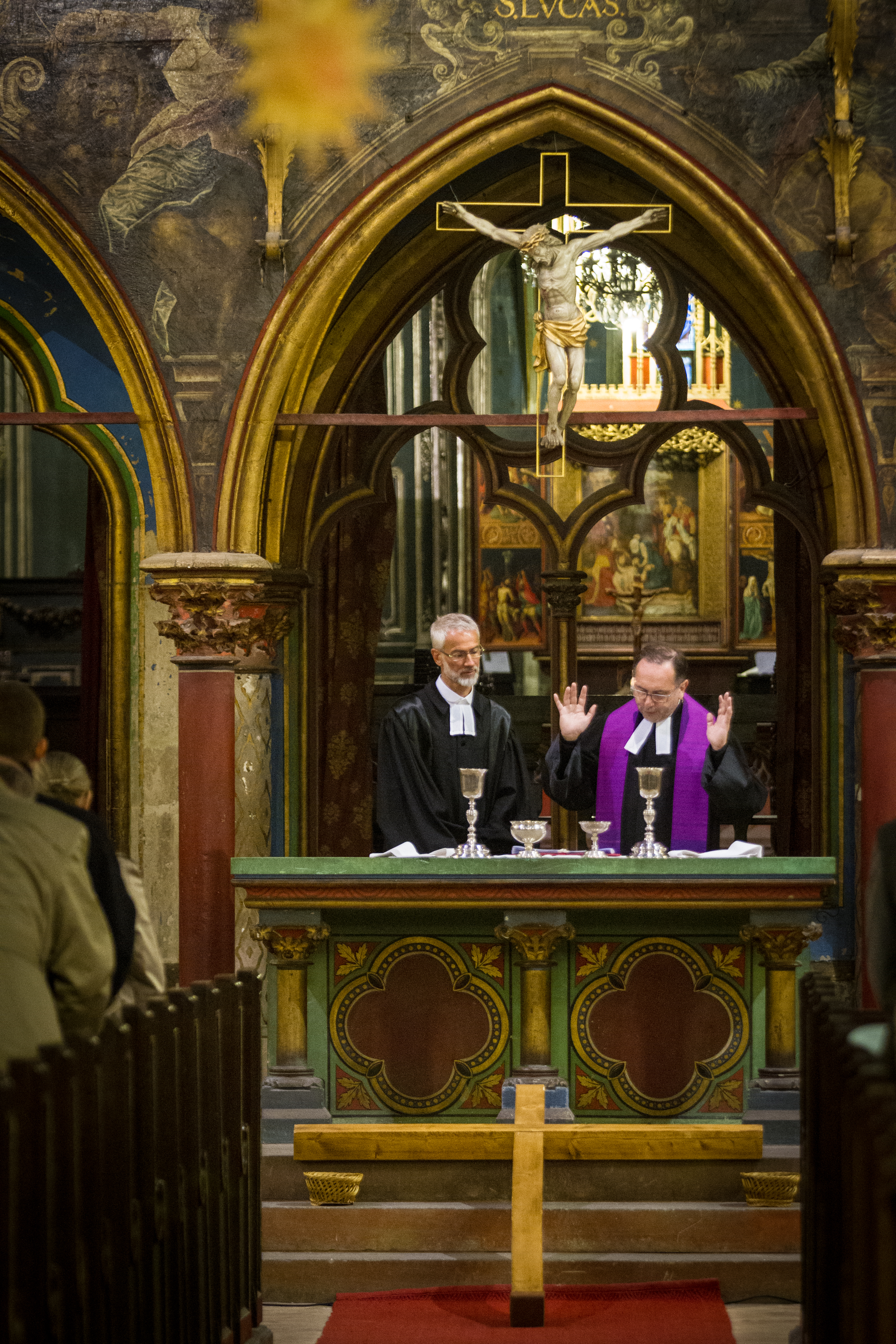
Culte avec Sainte Cène en l'église protestante Saint-Pierre-le-Jeune de Strasbourg.

Après l'exposé fait par Martin Luther de la théorie de la consubstantiation (transformation sacramentelle des offrandes avec coexistence de deux essences) sont venues les conceptions calviniennes (présence réelle de Jésus-Christ sous la modalité spirituelle) et zwingliennes (conception mémorielle et symbolique surtout défendue par son disciple Bullinger), puis les catholiques romains réaffirment dans les textes du concile de Trente la théorie de la  transsubstantiation (transformation complète de l'essence des offrandes) issue du 4e concile de Latran (1215).
Pour Jean Calvin, et à sa suite l'ensemble des réformés, presbytériens, congrégationnalistes, la croyance dans l'idée que les fidèles consommaient la chair de Jésus lors du rite de la sainte communion était blasphématoire. Cette position l’empêcha de s'entendre avec Luther et ses partisans. Sa compréhension des textes bibliques, c'est que la présence du Christ est bien réelle, mais qu'elle est spirituelle et non physique.

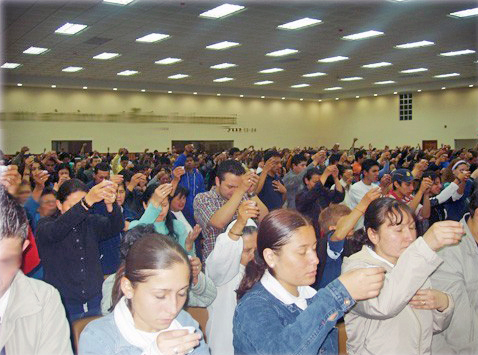
Sainte-Cène lors d'un culte de l’Église universelle du royaume de Dieu au Brésil.

Bien que le christianisme évangélique embrasse une diversité de traditions théologiques, ses courants dominants tels que l’anabaptisme, le baptisme ou le pentecôtisme ont adopté la position de Zwingli. Cette approche tend donc à être majoritaire parmi les chrétiens évangéliques, pour qui la Sainte-Cène est alors vue comme une ordonnance, un souvenir du sacrifice de Jésus-Christ et une annonce de son retour,,. La majorité des églises évangéliques utilisent du jus de raisin et un morceau de pain comme éléments de symbole ,.

## Intercommunion
Des efforts sont faits depuis les débuts de l’œcuménisme pour autoriser une intercommunion entre les chrétiens des différentes confessions, notamment par la communauté de Taizé et par les théologiens réunis au sein du Groupe des Dombes.
Néanmoins, le partage du sacrement eucharistique entre catholiques et protestants a été vigoureusement désavoué par le cardinal Joseph Ratzinger, alors préfet de la Congrégation pour la doctrine de la foi qui devint ensuite le pape Benoît XVI (en 2000 dans sa déclaration Dominus Iesus, et une nouvelle fois en 2002 et en 2003 dans son ouvrage Il Dio Vicino [Le Dieu Proche]).
L'Église catholique reconnaît que, dans certaines circonstances, de façon exceptionnelle et à certaines conditions, l'admission à l'Eucharistie peut être autorisée ou même recommandée à des chrétiens d'autres Églises et Communautés ecclésiales.